# ست سانگ

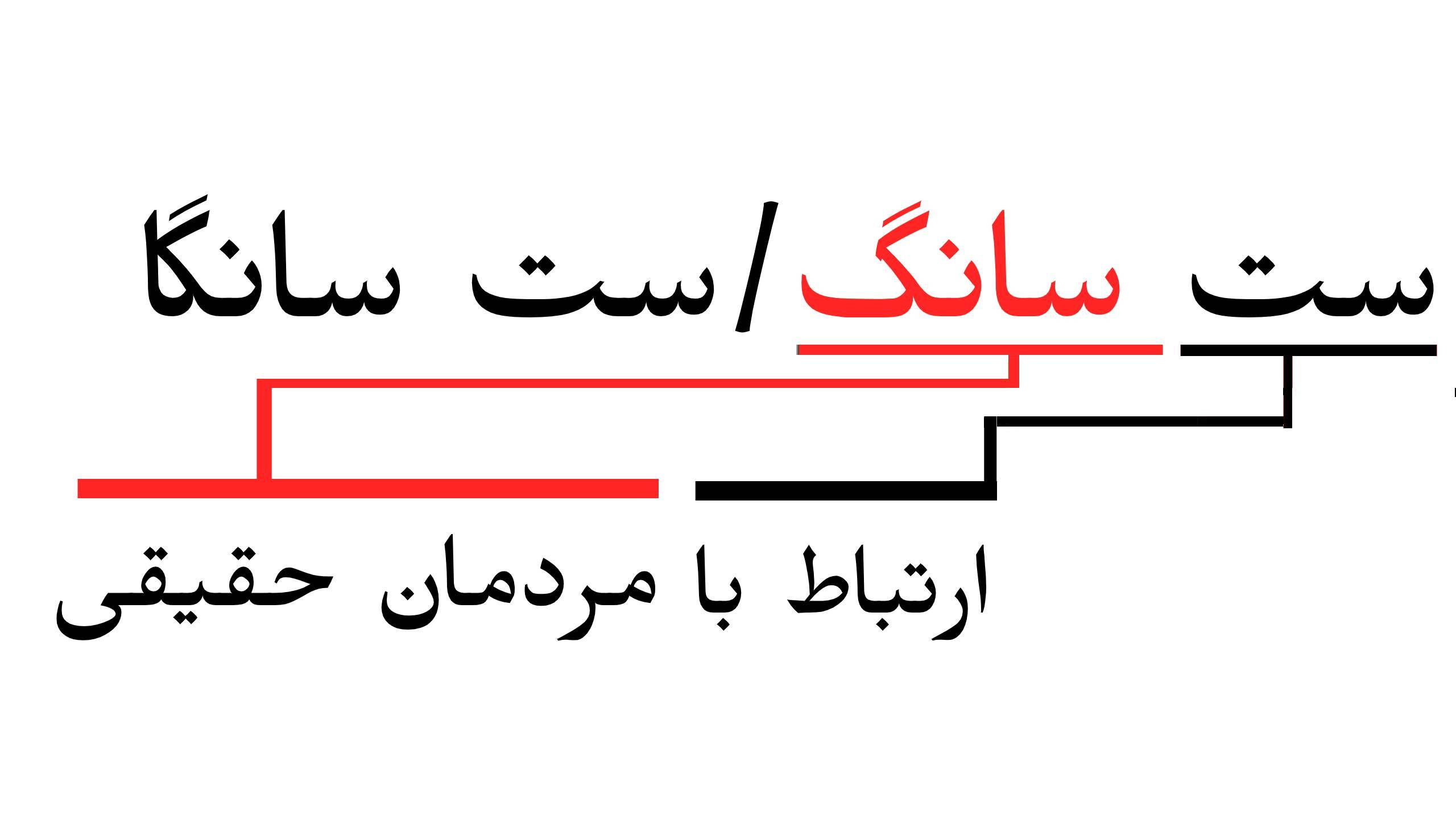
معنی واژه ست سانگ

ست‌سانگ، ست‌سانگا‌ یا ست‌سانگام واژه ای است سانسکریت به معنی هم نشینی و ارتباط با افراد حقیقی، همراهی با حقیقت والا، همراهی با گورو یا همراهی با جمعی از اشخاصی که به حقیقت گوش فرا می دهند، در مورد آن صحبت می کنند و جذب حقیقت می شوند. ایده ی سات سنگ اولین بار توسط ریشی های باستانی همچون ویداویاسا و والمیکی بسط یافت که ارزش سات سنگ را به شیوه های مختلف شرح و توصیف کردند.

## واژه شناسی
ست سانگ اصطلاحی هندی است که از सत्सङ्ग در سانسکریت گرفته شده است. متشکل از دو کلمه زیز می‌باشد:
ست (سانسکریت) = حقیقی
سانگا (سانسکریت) = مشارکت یا همراهی

## بررسی بیشتر
به طور معمول سات سنگ شامل گوش سپردن یا خواندن متون مقدس، تامل در آن، بحث و جذب در معانی شان، مدیتیشن بر منبع این کلمات و کاربست معانی شان در زندگی روزمره می باشد.
جیدو کریشنامورتی ست سانگ را "همراهی با خوبان توصیف میکند":
نیدل‌من: [...] کتابی می‌خواندم که در آن از چیزی به نام "ست-سانگ" صحبت می‌کرد.

کریشنامورتی: معنی اش را میدانی؟

نیدل‌من:همراهی با خردمندان.

کریشنامورتی: نه، با مردمان خوب.

نیدل‌من: با مردمان خوب، که اینطور! 

کریشنامورتی: شما اگر خوب باشید خردمند هم هستید، نه اینکه اگر خردمند باشید خوب، بالعکسش غلط است.

نیدل‌من: متوجهم.

کریشنامورتی:  چون شما خوب هستید، خردمندید.